# Карлос Клајбер
Карлос Клајбер (Берлин, 3. јул 1930 — Коњшица, 13. јул 2004) је био аустријски диригент који је провео већи део професионалне каријере у Немачкој.

## Детињство и младост
Рођен је као Карл Лудвиг Клајбер у Берлину, као син аустријског диригента Ериха Клајбера и Американке Рут Гудрич. Године 1935. емигрирали су у Буенос Ајрес. Име Карл је промењено у Карлос. Као младић похађао је енглеске школе у Аргентини, а касније је студирао у Њујорку и Цириху. Он је такође компоновао, певао и свирао клавир и тимпане. Иако је његов отац приметио музички таленат свог сина, ипак га је одвраћао од музичке каријере. „Каква штета да је дечак музички талентован“, написао је Карлосов отац пријатељу.

## Каријера
Карлос Клајбер је првобитно студирао хемију у Цириху, али је убрзо одлучио да се посвети музици и направио је свој деби са дириговањем оперете Гаспароне у театру у Потсдаму, 1954. године. Од 1958. до 1964. је био капелмајстер у „Немачкој Опери на Рајни“ у Диселдорфу и Дуизбургу (напомена: неуобичајено је, али оперска кућа има седиште у оба града), а затим у Опери у Цириху од 1964. до 1966. Између 1966. и 1973. он је био први диригент у Штутгарту, својем последњем сталном намештењу. Током наредних година, често је дириговао у Баварској државној опери у Минхену. У Бајројту је наступио 1974. са Вагнеровом опером Тристан и Изолда. У САД је радио са Чикашким симфонијским оркестром 1978. године и са МЕТ опером 1988. године. Понуђено му је било место музичког директора Берлинске филхармоније 1989. године, али га је одбио.

## Заоставштина
Његово извођење Бетовенове Пете симфоније се сматра једним од најбољих икада, а такође су врло успешни и снимци седме, шесте и четврте Бетовенове симфоније. Клајберова извођења су прецизно увежбана, али често се сматрају спонтаним и инспиративним. По мишљењу многих његових колега и публике, био је ексцентрични геније који је био међу највећим диригентима свих времена, упркос малобројности његовог појављивања.
Би-Би-Си-јев музички магазин, један од популарнијих часописа о класичној музици, саопштио је 17. марта 2011. да је Клајбер изабран за „највећег диригента свих времена“. Око 100 савремених диригената је учествовало у анкети Би-Би-Си-ја, укључујући Колина Дејвиса, Густаво Дудамела и Валерија Гергијева. Клајбер, који је одржао само 96 концерата и око 400 оперских представа у својих 74 година, био је изгласан испред Леонарда Бернштајна и Клаудија Абада, који су се нашли на другом и трећем месту.

## Крај живота
Клајбер се скривао од очију јавности и наводно никада није дао званични интервју. Након што је поднео оставку у Баварској државној опери, његова појављивања су све ређа, и он је снимио само неколико својих наступа. Сахрањен је у словеначком селу Коњшица код Литија 2004. године, заједно са супругом Станиславом Брезовар, словеначком балерином, која је умрла седам месеци раније.